# Marcel Ciolacu

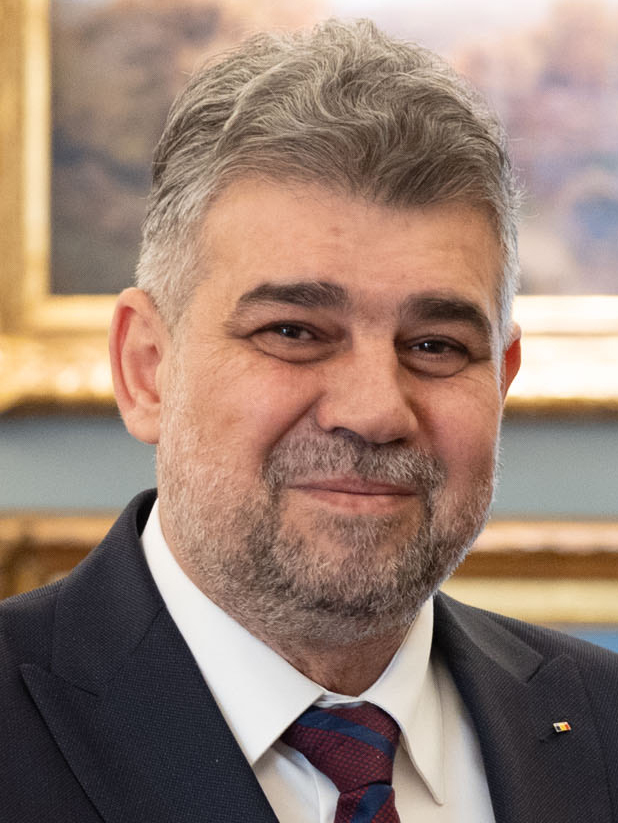
Marcel Ciolacu (2023)

Ion-Marcel Ciolacu (* 28. November 1967 in Buzău) ist ein rumänischer Politiker der Partidul Social Democrat (PSD). Er war von Juni 2023 bis Mai 2025 Ministerpräsident von Rumänien.

## Leben
Ciolacu studierte bis 1994 Rechtswissenschaft an der Ökologischen Universität Bukarest (UEB) und erneut bis 2012 an der Nationalen Hochschule für Politik- und Verwaltungswissenschaften (SNSPA) öffentliche Verwaltung. Seit Dezember 2012 ist Ciolacu Abgeordneter in der Abgeordnetenkammer von Rumänien. Vom 24. April bis zum 8. Oktober 2017 war er Mitglied der Parlamentarischen Versammlung des Europarats. Vom 29. Juni 2017 bis 16. Januar 2018 war Ciolacu im Kabinett Tudose Minister ohne Geschäftsbereich. Am 26. November 2019 wurde Ciolacu als Nachfolger von Viorica Dăncilă Parteivorsitzender der Partidul Social Democrat.
Ciolacu wurde am 29. Mai 2019 Nachfolger von Liviu Dragnea als Präsident der Abgeordnetenkammer in Rumänien. Er blieb dies bis zum 19. Dezember 2020, als er von seinem Abgeordnetenmandat zurücktrat. Am 21. Dezember 2020 wurde er wieder Abgeordneter und vom 23. November 2021 bis zum 14. Juni 2023 war er erneut Präsident der Abgeordnetenkammer. Am 15. Juni 2023 wurde er zum neuen Regierungschef gewählt. Er stand dem Kabinett Ciolacu I vor. 
Ciolacu kandidiert bei der Präsidentschaftswahl in Rumänien 2024. Er verpasste beim ursprünglich ersten Wahlgang am 24. November 2024 den Einzug in die Stichwahl. Der Verfassungsgerichtshof Rumäniens ordnete jedoch am 6. Dezember 2024 die Wiederholung der Wahl an. Nach der Parlamentswahl 2024 bildete er das Kabinett Ciolacu II. Zur Wiederholung der Präsidentschaftswahl im Mai 2025 trat Ciolacu nicht mehr selbst an, sondern unterstützte die Kandidatur Crin Antonescus. Nachdem dieser im ersten Wahlgang nur den dritten Platz erreicht hatte, erklärte Ciolacu am 5. Mai seinen Rücktritt als Ministerpräsident. Das Ergebnis der Wahl zeige, dass seine bürgerlich-sozialdemokratische Koalition derzeit keine Legitimität mehr habe. Am 6. Mai 2025 wurde Cătălin Predoiu zu seinem kommissarischen Nachfolger ernannt.
Ciolacu ist verheiratet und hat einen Sohn.